# Temple protestant de Saint-Martin-de-Ré
Le temple protestant de Saint-Martin-de-Ré est un édifice religieux situé place de la République à Saint-Martin-de-Ré, sur l'Île de Ré en Charente-Maritime. Le temple est construit en 1837. La paroisse est membre de l'Église protestante unie de France.

## Histoire
Au XVIe siècle la Réforme protestante trouve un écho important dans la province d'Aunis, marqué par l'établissement de la place de sûreté huguenote de La Rochelle. L'Édit de Nantes, en 1598, apaise les troubles des guerres de Religion et permet une coexistence des confessions catholiques et réformées sur l'île.
En 1622, la bataille navale de Saint-Martin-de-Ré oppose la flotte royale commandée par le duc Charles de Guise et la flotte protestante de La Rochelle commandée par son maire Jean Guiton.  Le siège de La Rochelle (1627-1628) marque la fin de la suprématie protestante dans la région. En 1627, le duc de Buckingham débarque 5 000 soldats et 100 cavaliers pour appuyer les protestants français. Le siège de Saint-Martin-de-Ré a lieu de juillet à octobre 1627.
Après la reconquête territoriale, la monarchie absolue soutien l'installation des ordres religieux de la Contre-Réforme catholique pour reconquérir les âmes. À Saint-Martin-de-Ré le couvent des Capucins, fondé en 1618, est rétabli et agrandi à partir  de 1630 avec les matériaux provenant du temple d'Ars détruit par les troupes catholiques.
Gustave Dechézeaux est une personnalité protestante née à La Flotte sur l'île de Ré en 1760. Il est négociant de vin et de sel, député girondin et républicain pendant la Révolution française. La Déclaration des droits de l'homme et du citoyen de 1789 rétabli la liberté de culte.
Les articles organiques de 1802 organisent le culte protestant en consistoires départementaux financés par l'État dans le cadre du régime concordataire français. Un poste est créé à l'île de Ré, occupé par les pasteurs Paul-Ferdinand Martin-Dupont, Théophile Delbart (1851-1886), Théophile Calas (1887-1930). Les protestants disposent alors de deux maisons de prières, à Saint-Martin et à La Flotte. L'église du couvent des Capucins de Saint-Martin-de-Ré, désaffecté depuis l'expulsion des congrégations religieuses à la Révolution est un moment pressenti pour être transformé en temple protestant, mais la préfecture fini par refuser en 1821. La construction du temple est financée par la monarchie de Juillet, sur la principale place de la ville. Il est inauguré le 21 mai 1837. Pendant un siècle, un deuxième culte est donné dans un temple plus modeste, ancien cellier réaménagé, à La Flotte. Une école pour jeunes filles est créée, qui disparaîtra avec les lois Jules Ferry qui établissent l'école laïque en 1881.
Après la Loi de séparation des Églises et de l'État, adoptée le 9 décembre 1905, est créé l'association cultuelle de l'église réformée de l'île de Ré dès 1906.

## Architecture
La façade du temple est d’inspiration néoclassique. Sur le tympan s'ouvre une Bible sculptée, caractéristique des temples protestants du XIXe siècle.